# علي عباس علوان
علي عباس علوان أكاديمي عراقي . كان رئيسًا لجامعة البصرة من 2005 إلى 2009. 
من مواليد البصرة العام 1938، وقد أكمل الدراسة الجامعيّة الأولى في آداب بغداد، وتخرّج في قسم اللغة العربيّة العام 1960م، وحصل على الماجستير من جامعة القاهرة العام 1966م، كذلك حصل منها على الدكتوراه في العام 1974م، وقد درّس في أكثر من جامعة عراقيّة وعربيّة، وشغل مناصب إداريّة عديدة كان آخرها رئاسته لجامعة البصرة منذُ: 2005 م، إلى العام 2009م، وأشرف على العديد من الرسائل العلميّة، وناقش بعضها الآخر، وأصدر: (الزهاوي الشاعر)، و(تطوّر الشعر الحديث في العراق اتجاهات الرؤية وجماليّات النسيج)، و (نقد الرواية العراقيّة)، وله أبحاث نقديّة عديدة.

## مؤلفاته
له كتاب تطور الشعر العربي الحديث في العراق اتجاهات الرؤيا و جماليات النسيج ويتكون من 601 ورقة وتم نشره في عام 1975 ومؤلف الزهاوي الشاعر